# Clanoneurum americanum
Clanoneurum americanum är en tvåvingeart som beskrevs av Cresson 1940. Clanoneurum americanum ingår i släktet Clanoneurum och familjen vattenflugor. Inga underarter finns listade i Catalogue of Life.